# Hitzewellen in Asien 2023
Im Jahr 2023 kam es zunächst im April zu einer außergewöhnlich starken Hitzewelle in verschiedenen asiatischen Ländern, die vor allem Indien, Bangladesch, China, Thailand und Vietnam traf. Während dieser Zeit wurden mehrere regionale Temperaturrekorde aufgestellt. Die Hitzewelle führte neben einer Vielzahl von Problemen wie Stromausfällen in den betroffenen Ländern zu einer hohen Anzahl an direkten Todesfällen aufgrund von Hitzschlag. Es kam zu mindestens 179 durch Überhitzung verursachte Todesfälle in Indien, 22 in Pakistan, 2 in Malaysia und 2 in Thailand. Darüber mussten mindestens einige Hundert Menschen im Krankenhaus behandelt werden.
Eine Attributionsstudie der World Weather Attribution vom Mai stellte fest, dass der Klimawandel die Wahrscheinlichkeit einer solchen Hitzewelle in Indien und Bangladesch um mindestens 30 Mal erhöht hat. Zudem hat der Klimawandel zu einer Erhöhung der Temperaturen um mindestens 2 °C in vielen Teilen Asiens im April beigetragen.

## Nordasien
Am 3. Juni erreichte Jalturowosk in Sibirien mit 37,9 °C den heißesten Tag in der Geschichte. Am nächsten Tag erreichten Alexandrowskoe und Laryak Rekordtemperaturen von 36,1 °C bzw. 34,9 °C. Am 7. Juni wurden in Sibirien mehrere Hitzerekorde gebrochen, wobei Baevo 39,6 °C und Barnaul 38,5 °C erreichten.

## Ostasien

### China
Am 18. April stiegen die Temperaturen im Bezirk Yuanyang in Yunnan auf bis zu 42,4 °C. Nach Angaben des Klimatologen Jim Yang brachen am 17. April über 100 Wetterstationen ihre Temperaturrekorde. In mehreren Provinzen überstiegen die Temperaturen 35 °C. Am 22. und 23. April löste eine Kaltfront, die nach Süden und Osten zog, in Teilen Nordchinas einen erheblichen Temperaturrückgang, sintflutartige Regenfälle und heftige Schneefälle aus, wobei in Shanxi bis zu 24 cm Schnee gemeldet wurden.
Am 6. Mai erreichte der autonome Kreis Changjiang Li in der Provinz Hainan 41,5 °C und damit die höchste in der Provinz registrierte Temperatur. Mitte Mai gaben die Provinz Shandong und Peking Hitzewarnungen heraus, und Städte wie Jinan, Tianjin und Zhengzhou erwarteten einen Temperaturanstieg auf bis zu 37 °C. Am 29. Mai wurde in Shanghai mit 36,7 °C die höchste Mai-Temperatur seit 100 Jahren gemessen. Der bisherige Rekord von 35,7 °C wurde 1876, 1903, 1915 und 2018 erreicht.
Im Juni erreichten die Temperaturen in ganz Südchina mindestens 42,2 °C. Hongkong erreichte mit 37,9 °C einen neuen Juni-Rekord. Am 7. Juni wurden im ganzen Land Temperaturen von über 45 °C gemessen. Am 22. Juni erreichte Peking mit 41,1 °C die höchste jemals in der Hauptstadt gemessene Temperatur im Juni und brach damit den Juni-Rekord von 40,6 °C aus dem Jahr 1961; es war das siebte Mal, dass in der Hauptstadt 40 °C überschritten wurden. Am selben Tag wurde in Tianjin mit 41,4 °C nicht nur die höchste jemals aufgezeichnete Juni-Temperatur erreicht, sondern auch die höchste jemals aufgezeichnete Temperatur.
Am 23. Juni rief Peking die Alarmstufe „Rot“ aus, die den Menschen rät, Arbeiten im Freien zu vermeiden, und Kindern und älteren Menschen rät, Vorsichtsmaßnahmen zu ergreifen. Wie vorhergesagt, erreichte die Hauptstadt 40,3 °C und überschritt damit den zweiten Tag in Folge die 40-°C-Marke, was in der chinesischen Hauptstadt noch nie vorgekommen ist, seit 1951 verlässliche Beobachtungen gemacht wurden. Das Gleiche geschah im nahe gelegenen Tianjin.
Am 24. Juni wurde erneut für ganz oder teilweise Peking, Tianjin, Hebei, Shandong, Henan und die Innere Mongolei die Alarmstufe Rot ausgerufen, da die Temperaturen innerhalb von 24 Stunden auf mindestens 40 °C steigen sollten. Wie vorhergesagt, wurden in der Hauptstadt und in Tianjin erneut 40 °C erreicht, was für beide Städte einen noch nie dagewesenen dritten Tag mit 40 °C bedeutete.

### Japan
Die Temperatur in Minamata, Kumamoto, erreichte 30,2 °C und stellte damit einen neuen April-Rekord für die Region auf. Im Juni gab die Japanische Meteorologische Agentur bekannt, dass Japan den wärmsten Zeitraum von März bis Mai seit Beginn der Aufzeichnungen hinter sich hat.

## Südasien

### Bangladesch
In Dhaka stiegen die Temperaturen am 15. April auf über 40 °C, was zum Schmelzen der Straßenbeläge führte. In Teilen Bangladeschs kam es zu Stromausfällen, da die Hitzewelle einen sprunghaften Anstieg der Stromnachfrage zur Folge hatte. Die Fälle von Hitzeerschöpfung und Hitzeschlag haben im Land aufgrund der Hitze zugenommen.
M. A. Rahim, Professor an der Daffodil University in Dhaka, sagte, dass die Hitzewelle die Reis- und Obstproduktion des Landes beeinträchtige und schätzte, dass die Reiserzeugung um bis zu 40 % zurückgehen könnte.
Anfang Juni stieg die Höchsttemperatur auf etwa 41 °C an. Die Hitzewelle führte zur Schließung von Grundschulen und zu häufigen Stromausfällen, wobei die Brennstoffknappheit zur Abschaltung mehrerer Kraftwerke führte. Sie beeinträchtigte auch die Teeproduktion des Landes.

### Indien

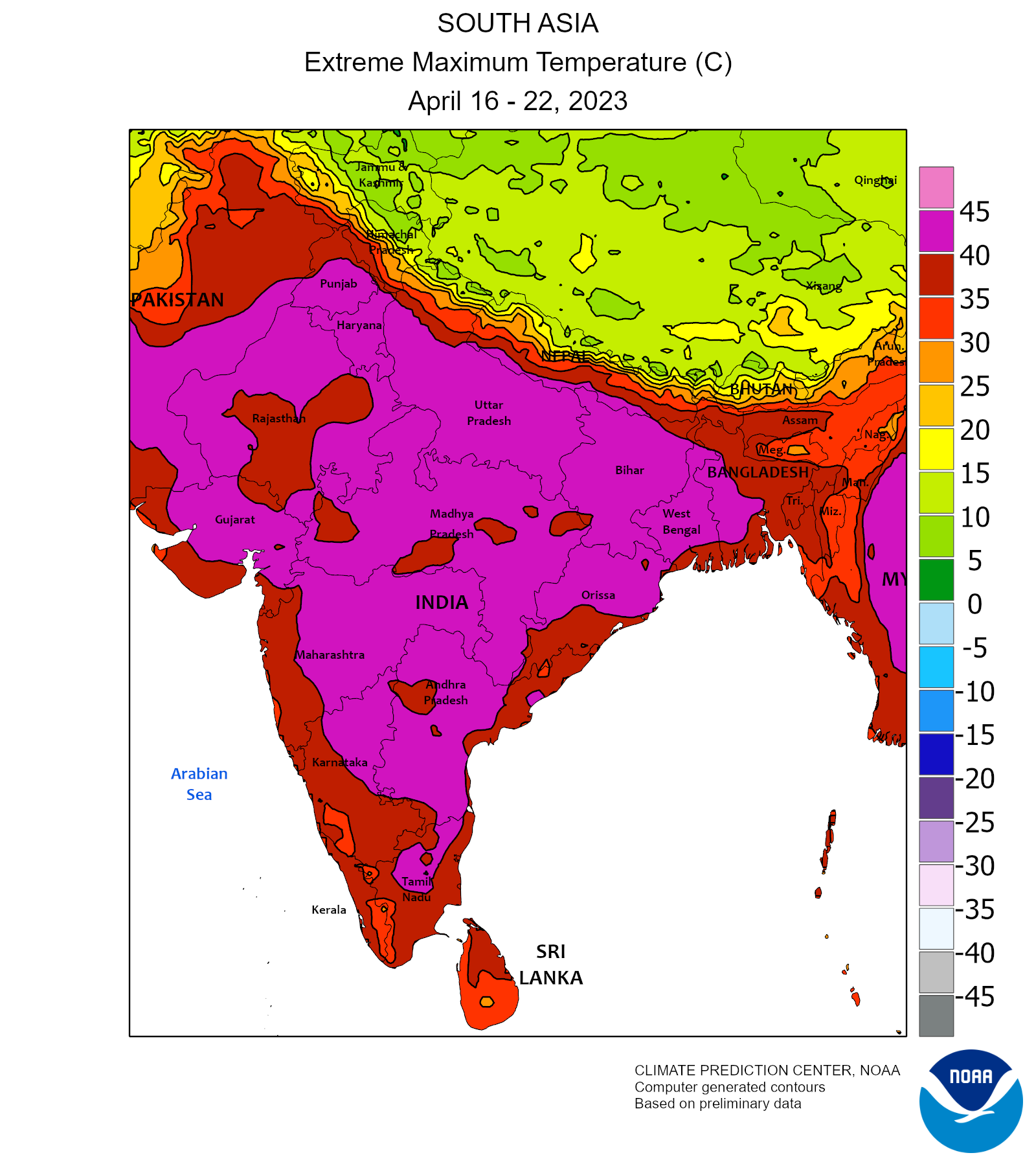
Höchsttemperaturen in Südasien für 16. bis 22. April 2023

In sechs Städten im Norden und Osten Indiens wurden Temperaturen von über 44 °C gemessen, in Neu-Delhi waren es am 18. April 40,4 °C.
Das Arbeitsministerium gab eine Empfehlung an alle Bundesstaaten und Regionen heraus, den Arbeitnehmern ausreichend Trinkwasser, Notfall-Kühlpacks und häufige Pausen zur Verfügung zu stellen. Mamata Banerjee, die Ministerpräsidentin von Westbengalen, schloss zwischen dem 17. und 22. April alle Schulen des Bundesstaates wegen der Besorgnis über die Hitze. In derselben Woche wurden auch in Tripura und Odisha Schulen geschlossen.
K. J. Ramesh, Generaldirektor für Meteorologie beim Meteorological Department, sagte im Mai, dass einige Bundesstaaten mit der Umsetzung von Maßnahmen zur Eindämmung der Hitze begonnen hätten, z. B. mit der Schließung von Schulen um 13 Uhr, dem Betrieb von Regierungsbüros von 7 bis 13 Uhr und der Empfehlung an Jugendliche und Senioren, von 11 bis 15 Uhr im Haus zu bleiben.
Später im Mai gab das Indian Meteorological Department eine Hitzewellenwarnung für sieben südliche und zentrale Bundesstaaten heraus. In Uttar Pradesh stiegen die Temperaturen auf über 45 °C, und in einigen Gebieten kam es zu 12-stündigen Stromausfällen. Die Stromausfälle lösten Proteste in Kraftwerken in der Nähe von Lucknow aus. Am 23. und 25. Mai starben im Kuno-Nationalpark drei Gepardenjunge, von denen einer zur Behandlung in eine Intensivstation gebracht wurde. Die Jungtiere waren die ersten, die seit über sieben Jahrzehnten in Indien geboren wurden. Es wird angenommen, dass die Hitzewelle in Indien die Jungtiere geschwächt hat.
Bis zum 19. Juni starben 119 Menschen in Uttar Pradesh und 47 Menschen in Bihar an hitzebedingten Krankheiten. Im gleichen Zeitraum wurden in Uttar Pradesh rund 400 Menschen ins Krankenhaus eingeliefert.

#### Todesfälle in Maharashtra
Am 16. April starben 13 Menschen an einem Hitzschlag, nachdem sie an der Maharashtra Bhushan-Preisverleihung in Kharghar, Navi Mumbai, teilgenommen hatten, und 50–60 Menschen wurden ins Krankenhaus eingeliefert.
Der Vorfall ereignete sich bei einer Regierungsveranstaltung, bei der der Innenminister der Union, Amit Shah, den Sozialarbeiter Appasaheb Dharmadhikari mit dem Maharashtra Bhushan Award auszeichnete. Der Vorfall wurde durch lange körperliche Anstrengung und hohe Temperaturen ausgelöst. Obwohl das IMD für diesen Tag keine Hitzewellenwarnung herausgegeben hatte, brachten die Ärzte die Todesfälle mit einem längeren Hitzeeinfluss im Freien und anstrengenden Aktivitäten in Verbindung. Viele Menschen kamen auch aus nahe gelegenen Bezirken, was ihre Situation noch verschlimmert hätte. Die Empörung über diesen Vorfall hat dazu geführt, dass Politiker die Regierung für die Todesfälle zur Verantwortung ziehen.
Nana Patole, Vorsitzender des Kongresskomitees von Maharashtra Pradesh, forderte den Rücktritt des Ministerpräsidenten und des stellvertretenden Ministerpräsidenten und verlangte, dass die Verwaltung zur Rechenschaft gezogen wird. Uddhav Thackeray, der ehemalige Ministerpräsident von Maharashtra, und Ajit Pawar, der Vorsitzende der NCP, besuchten das Krankenhaus, um sich ein Bild von der Lage zu machen und kritisierten die Organisation der Veranstaltung. Als Reaktion auf die Tragödie wurden Bedenken hinsichtlich der Notwendigkeit einer besseren Planung und besserer Verfahren geäußert, um ähnliche Katastrophen in Zukunft zu verhindern.

### Nepal
Im Juni stiegen die Temperaturen in Nepal tagelang auf über 40 °C, in Städten wie Nepalgunj und Nawalpur sogar auf bis zu 44 °C. Aufgrund der Hitze mussten einige Schulen und Hochschulen des Landes über eine Woche lang geschlossen bleiben. Der meteorologische Dienst des Landes warnte, dass die hohen Temperaturen wahrscheinlich bis Mitte Juli anhalten würden.

### Pakistan
Neun Städte verzeichneten am 23. April Temperaturen von 40 °C oder mehr. Am 21. Mai erreichte Jacobabad 49 °C.

### Sri Lanka
Am 17. April warnte das Meteorologische Institut Sri Lankas, dass die Temperatur in den östlichen, zentralen und nordwestlichen Provinzen sowie in den Bezirken Hambantota, Kilinochchi, Mannar, Monaragala, Mullaitivu und Vavuniya auf „Vorsichtsniveau“ ansteigen werde. Am 27. April lag die Temperatur im Land bei 39–40 °C.

## Südostasien
Tieh-Yong Koh, außerordentlicher Professor an der Universität für Sozialwissenschaften in Singapur, erklärte im Mai, dass die anhaltende Trockenheit in Kambodscha, Laos, Myanmar, Thailand und Vietnam auf die ausbleibenden Niederschläge im vergangenen Winter zurückzuführen sei. Er stellte fest: "Da sich trockene Böden schneller erwärmen als feuchte Böden, bildet sich im Frühling natürlich eine Hitzeanomalie.

### Kambodscha
Kambodscha ist aufgrund des hohen Wasserbedarfs in Thailand von Wasserknappheit betroffen. Das kambodschanische Ministerium für Wasserressourcen und Meteorologie sagte voraus, dass das heiße Wetter bis Mitte Mai anhalten und weniger Niederschläge als im Jahr 2022 fallen würden. Außerdem hieß es, dass die Wettermuster durch El Niño beeinflusst würden und die daraus resultierende Hitze bis August anhalten würde.
Im Mai wurden in Kratié und im Bezirk Ponhea Kraek Temperaturen von 41,6 °C gemessen und damit ein neuer nationaler Mai-Rekord aufgestellt.

### Laos
Im April erreichte die Provinz Sainyabuli am 19. April mit 42,9 °C einen neuen Rekord für das Land.
Am 6. Mai erreichte Luang Prabang 43,5 °C und übertraf damit den bisherigen Landesrekord, und Thakhek verzeichnete in dieser Nacht 31,8 °C und damit die heißeste Nacht des Landes. Am selben Wochenende erreichte Vientiane 42,5 °C und brach damit den bisherigen Rekord der Stadt.

### Malaysia

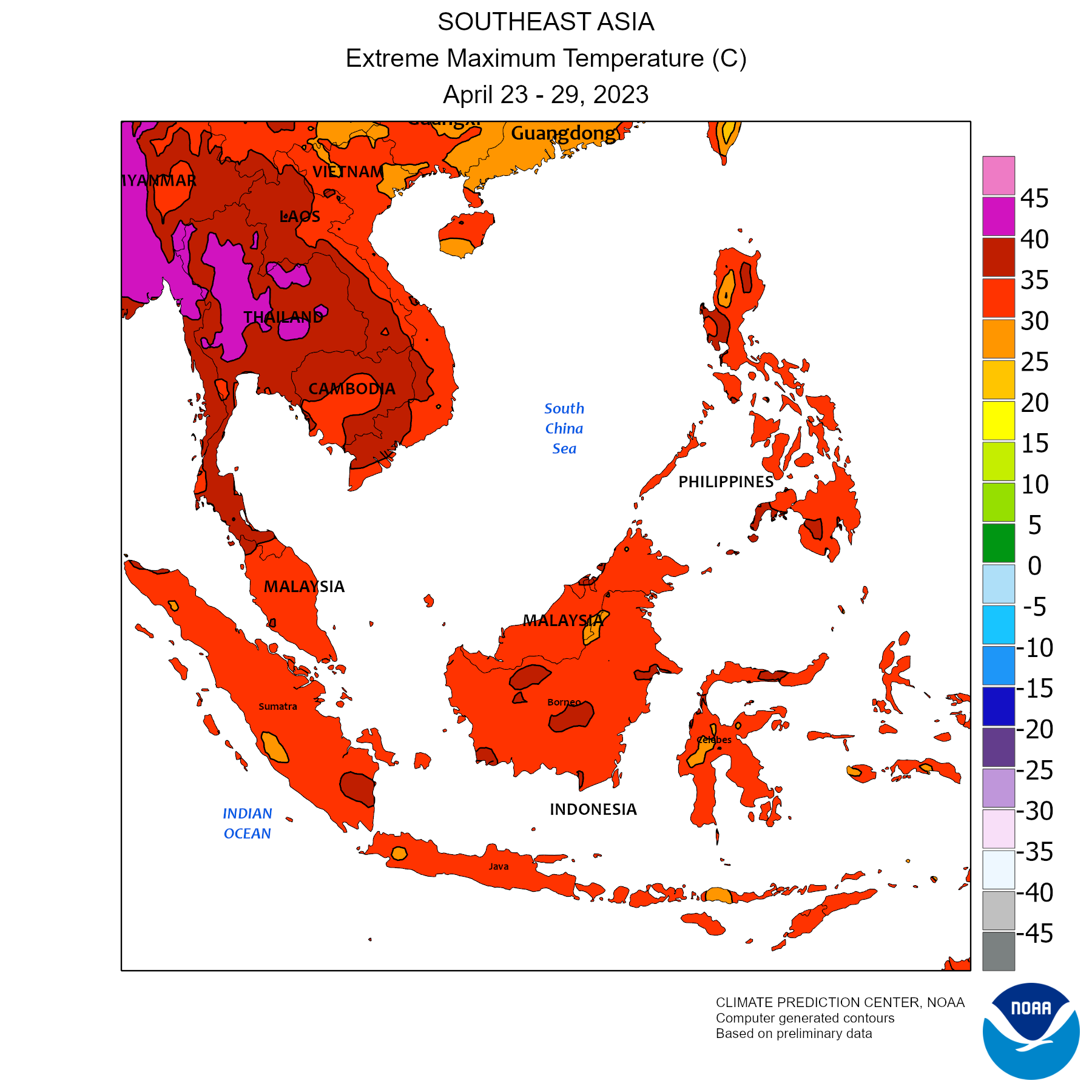
Höchsttemperaturen in Südostasien für 23. April bis 29. April 2023

Im April gab das malaysische Wetteramt in mehreren Bundesstaaten Hitzewellenwarnungen heraus. Die höchste Temperatur wurde mit 38,4 °C in Negeri Sembilan gemessen. Am 25. April starben ein 11-jähriger Junge und ein 19 Monate altes Kleinkind in Kelantan an einem Hitzschlag und schwerer Dehydrierung. Mindestens fünf Personen mussten aufgrund der Hitze medizinisch behandelt werden.
Am 3. Mai kündigte das Bildungsministerium an, dass alle Aktivitäten im Freien in den Schulen wegen der Hitze ausgesetzt würden. Zwei Tage später teilte das nationale Wetteramt mit, dass die Hitzewelle voraussichtlich bis Juni andauern werde. Den Schülern wurde gestattet, Freizeitkleidung anstelle von Schuluniformen zu tragen. Am 16. Mai erklärte der stellvertretende Premierminister Ahmad Zahid Hamidi, dass es keine unmittelbaren Pläne gebe, die Hitzewelle zum Notstand zu erklären, dass die Regierung dies jedoch tun werde, falls dies erforderlich sei.

### Myanmar
Am 25. April wurden an vier Wetterstationen in Myanmar die höchsten Temperaturen des Monats gemessen, wobei Theinzayet im Mon-Staat mit 43 °C die höchste Temperatur verzeichnete. Am nächsten Tag erreichte die Stadt Bago 42,2 °C und stellte damit laut dem Wetterhistoriker Maximiliano Herrera einen Rekord auf, der zuvor im Mai 2020 und April 2019 erreicht worden war.
Am 7. Mai stieg die Temperatur in der Region Magway auf 46 °C. Medienberichten zufolge gab es 61 hitzebedingte Todesfälle, aber Radio Free Asia konnte diese Zahl nicht überprüfen.

### Philippinen
Auf den Philippinen stiegen die Temperaturen auf bis zu 37 °C, während der Hitzeindex in Butuan am 21. April auf 48 °C anstieg – der bisher höchste Wert für das Jahr 2023. Ein Stromausfall in einer Sekundarschule führte dazu, dass fast 150 Schüler einen Hitzschlag erlitten; zwei Schüler wurden in ein Krankenhaus gebracht. Das Bildungsministerium kündigte an, dass die Schulen ab dem 24. April den Unterricht nach eigenem Ermessen online verlegen könnten, um der Hitze zu entgehen. 839 Schulen stellten auf Fernunterricht um, um zu verhindern, dass die Schüler aufgrund der extremen Hitze erkrankten.
Am 12. Mai erreichte der Hitzeindex in Legazpi, Albay, 50 °C. Im selben Monat durften die Schulen in Quezon City aufgrund der extremen Hitze ihre Unterrichtszeiten verkürzen.

### Singapur
Singapur erreichte am 14. April in Admiralty 36,1 °C, die höchste Temperatur, die im Land seit Anfang 2023 gemessen wurde. Knapp einen Monat später wurde dieser Rekord gebrochen: Am 12. Mai erreichte die Temperatur in Choa Chu Kang 36,2 °C. Am darauffolgenden Tag wurde in Ang Mo Kio eine Temperatur von 37,0 °C gemessen, womit der am 17. April 1983 in Tengah aufgestellte Rekord übertroffen wurde. Außerdem wurde in Singapur am 25. Mai im East Coast Park mit 29,7 °C die höchste jemals gemessene tägliche Mindesttemperatur für den Monat Mai registriert. Im Allgemeinen war der Mai 2023 der wärmste Mai in Singapur, wobei die Klimastation in Changi eine Durchschnittstemperatur von 29,5 °C verzeichnete.
Mehrere Schulen haben damit begonnen, ihre Vorschriften für Schuluniformen zu lockern, um den Schülern zu helfen, mit der Hitze fertig zu werden. Der meteorologische Dienst Singapurs sagte Anfang Mai, dass das Land „derzeit keine Hitzewelle“ erlebe, obwohl kürzlich relativ hohe Temperaturen gemessen wurden.

### Thailand
In Thailand stieg die Temperatur laut Herrera zum ersten Mal in der Geschichte des Landes auf über 45 °C, wobei die Stadt Tak am 15. April 45,4 °C erreichte. In weiten Teilen des Landes herrschten seit März Temperaturen im Bereich der oberen 30 bis unteren 40 Grad Celsius. Laut ArabiaWeather lag der bisherige Rekord in Thailand bei 44,6 °C in der Provinz Mae Hong Son. Es wurden zwei Todesfälle infolge der Hitzewelle gemeldet.
Tausende waren gezwungen, aus Chiang Mai zu fliehen, weil die Umweltverschmutzung durch die alljährlichen Brände in Nordthailand und Myanmar zu groß war. Wegen des hohen Verbrauchs von Klimaanlagen und Kühlgeräten kam es häufig zu Stromausfällen. Am 25. April brachte Regen in Bangkok eine Atempause von der Hitze.
Die thailändische Regierung hat Gesundheitswarnungen herausgegeben, wobei das Gesundheitsministerium vor der Gefahr eines Hitzeschlags warnte. Am 22. April gab die Regierung eine Warnung heraus, dass die Menschen in den Häusern bleiben sollten. Am 21. April meldete der thailändische Wetterdienst, dass der Hitzeindex einen Rekordwert von 54 °C erreichte.
Am 6. Mai erreichte Bangkok mit 41 °C den höchsten in der Stadt gemessenen Wert. Am nächsten Tag gab es Berichte über Menschen, die aufgrund der extremen Hitze in Ohnmacht fielen, darunter auch Wähler, die an den Parlamentswahlen 2023 teilnehmen wollten. Darunter waren 14 Personen an der Ramkhamhaeng-Universität und 3 an der Chan Kasem Rajabhat-Universität. In derselben Woche blieben die Temperaturen in den nördlichen und zentralen Regionen über 40 °C, was zu einem Anstieg des Strombedarfs führte.
Eine Studie der World Weather Attribution vom Mai stellte fest, dass die Rekordhitzewelle in Thailand durch die hohe Luftfeuchtigkeit und eine große Zahl von Waldbränden, die etwa zur gleichen Zeit auftraten, noch verschlimmert wurde.

### Vietnam
In der Provinz Hòa Bình wurde im März im Bezirk Kim Bôi mit 41,4 °C die höchste Temperatur seit 27 Jahren gemessen.
Am 6. Mai erreichte die Temperatur in Hội Xuân, etwa 150 km südlich von Hanoi, 44,1 °C und übertraf damit den bisherigen Landesrekord von 43,4 °C im Jahr 2019. Später erreichte die Temperatur 44,2 °C im Bezirk Tương Dương.
Am 19. Mai begannen landesweite Stromausfälle, die nach Angaben von Vietnam Electricity (EVN) bis zum Ende des Monats andauern und in einigen Gebieten bis zu sieben Stunden dauern könnten. EVN warnte, dass die hohen Temperaturen das nationale Stromnetz aufgrund eines erhöhten Stromverbrauchs und eines niedrigeren Wasserstands als üblich in einigen Staudämmen unter Druck setzen könnten.
Am 30. Mai begannen die Behörden in Hanoi damit, die Dauer der öffentlichen Beleuchtung zu reduzieren, um das Stromnetz am Laufen zu halten. Am 1. Juni erreichte Muong La 43,8 °C und brach damit den Rekord für den heißesten Junitag in Vietnam.

## Westasien
Der Iran hat eine landesweite Abschaltung wegen der Hitze angekündigt.

## Zentralasien
Ungewöhnliche Temperaturen für April wurden in mehreren zentralasiatischen Ländern gemessen, darunter Kasachstan, wo die Stadt Taras 33,6 °C erreichte, sowie Turkmenistan, das 42,4 °C erreichte, und Usbekistan.
Am 7. Juni wurden in Kasachstan Temperaturen von 41 °C und in Usbekistan von 43 °C gemessen.

## Auswirkungen
Teile Thailands und Vietnams wurden während der Hitzewelle von dichtem Smog heimgesucht. Experten, die von NBC News kontaktiert wurden, wiesen darauf hin, dass die Kombination aus extremer Hitze und Luftverschmutzung zu einer Zunahme von Atemwegs-, Herz-Kreislauf- und Nierenerkrankungen führen könnte, und dass sich diese Auswirkungen aufgrund des Klimawandels, der die Hitzewellen und die Luftverschmutzung verstärkt, noch verschlimmern würden.
In Indien wurden die drei Kohlekraftwerke Karnatakas, die zuvor eine geringere Nachfrage hatten, im April mit voller Kapazität betrieben, um den durch die Hitzewelle gestiegenen Strombedarf zu decken.
Viele asiatische Länder waren gezwungen, auf Kohle zurückzugreifen, um den durch die Hitzewelle verursachten Energiebedarf zu decken, da der europäische Boykott von russischem Öl während der russischen Invasion in der Ukraine die Verfügbarkeit von Flüssigerdgas (LNG) in Asien reduzierte. Bloomberg News berichtete, dass Russland im April 7,6 Millionen Tonnen Kohle nach Asien exportierte, wobei Indien und China mehr als zwei Drittel davon abnahmen.

## Beitrag des Klimawandels
Eine Attributionsstudie der World Weather Attribution vom Mai ergab, dass die Hitzewelle durch den menschengemachten Klimawandel in Indien und Bangladesch mindestens 30 Mal wahrscheinlicher wurde, und dass der Klimawandel die Temperaturen in vielen Teilen Asiens im April um mindestens 2 °C ansteigen ließ.
Eine Analyse, die mit Hilfe des von Climate Central entwickelten Climate Shift Index (CSI) durchgeführt wurde, ergab, dass der Klimawandel die Wahrscheinlichkeit der Hitzewelle im Juni in Uttar Pradesh, Indien, mindestens verdoppelt hat.
Archana Shrestha, stellvertretende Generaldirektorin der nepalesischen Abteilung für Wettervorhersage, sagte, dass „wir die Auswirkungen des Klimawandels und der globalen Erwärmung nicht leugnen können, wenn wir die verschiedenen klimatischen Muster betrachten“. Anil Pokharel, Geschäftsführer der nepalesischen Behörde für Katastrophenrisikomanagement (NDRRMA), sagte: „Wenn wir uns das Muster ansehen, sind die Hitzewellen in den letzten Jahren und Jahrzehnten immer heftiger und häufiger geworden. Obwohl dies in erster Linie ein durch den Klimawandel bedingter Trend ist, sind wir Menschen und unser Verhalten, unsere Lebensweise und unsere Politik gleichermaßen dafür verantwortlich.“